# Лутай, Фёдор Семёнович
Фёдор Семёнович Лутай (21 апреля 1924 — 11 марта 1945) — командир расчёта 45-мм орудия 557-го стрелкового полка (153-я стрелковая дивизия, 5-я армия, 2-й Белорусский фронт) старший сержант, участник Великой Отечественной войны, кавалер ордена Славы трёх степеней.

## Биография
Родился в 1923 году в селе Берёзовка (ныне Борисовского района Белгородской области России) в семье крестьянина. Русский. Образование незаконченное среднее.
В сентябре 1941 года был призван в Красную армию Борисовским РВК. В боях Великой Отечественной войны с апреля 1942 года. К началу 1944 года был командиром расчёта 45-мм орудия 557-го стрелкового полка 153-й стрелковой дивизии.
18 января 1944 года в наступательном бою за важную высоту сержант Лутай прямой наводкой поразил 2 пулемёта и пушку с расчётами. В ночь на 12 февраля 1944 года в бою под деревней Горы Витебского района (Белоруссия) при отражении контратаки противника, когда вышел из строя весь расчёт, продолжал один весть огонь из орудия. Когда вражеским снарядом была выведена из строя пушка, продолжал вести огонь из винтовки, уничтожил несколько гитлеровцев.
Приказом по частям 153-й стрелковой дивизии (№ 36/н) от 15 июня 1944 года сержант Лутай Фёдор Семёнович награждён орденом Славы 3-й степени.
24 октября 1944 года в боях за город Августов (ныне Польша) старший сержант Лутай, ведя огонь прямой наводкой, вывел из строя вражеский пулемёт, до 10 солдат. Был ранен, но остался в строю.
Приказом по войскам 50-й армии (№ 2/н) от 7 января 1945 года старший сержант Лутай Фёдор Семёнович награждён орденом Славы 2-й степени.
В наступательных боях с 22 января по 15 февраля 1945 года близ города Августов, у населённого пункта Мельзак (Восточная Пруссия — ныне город Пененжно, Польша) старший сержант Лутай, командуя расчётом, из орудия разбил 3 наблюдательных пункта, автомашину, подавил 5 пулемётных точек, истребил до 30 гитлеровцев. Был представлен к награждению орденом Славы 1-й степени.
5 марта 1945 года был тяжело ранен в шею. 11 марта умер от ран в эвакогоспитале № 3106.
Похоронен на воинском кладбище в городе Инстербург, ныне Черняховск Калининградской области.
Указом Президиума Верховного Совета СССР от 29 июня 1945 года за образцовое выполнение боевых заданий командования на фронте борьбы с немецкими захватчиками и проявленные при этом доблесть и мужество старший сержант Лутай Фёдор Семёнович награждён орденом Славы 1-й степени. Стал полным кавалером ордена Славы.

## Награды
- Орден Славы I степени(29.06.1945)[3]
- Орден Славы II степени(07.01.1945)[4]
- Орден Славы III степени (15.06.1944)[5]
- Медаль «За отвагу» (02.03.1944)[1]

## Память
- На родине, в селе Берёзовка, его именем названа улица.
- В центре посёлка Борисовка на Аллее Славы установлен бюст.